# Don C. Hoefler
Donald C. Hoefler (* 3. Oktober 1922 in Michigan; † 15. April 1986 in San Francisco) war ein US-amerikanischer Journalist, der den Begriff „Silicon Valley“ prägte und dadurch bekannt wurde. Er schrieb im Jahr 1971 in der Zeitschrift Electronic News eine Reihe von Artikeln mit dem Titel Silicon Valley, USA, in welchen er das rasante Wachstum der Hochtechnologie-Unternehmen in der früheren Agrarregion Santa Clara beschrieb.
| Personendaten    | Personendaten                        |
| ---------------- | ------------------------------------ |
| NAME             | Hoefler, Don C.                      |
| ALTERNATIVNAMEN  | Hoefler, Donald C. (wirklicher Name) |
| KURZBESCHREIBUNG | US-amerikanischer Journalist         |
| GEBURTSDATUM     | 3. Oktober 1922                      |
| GEBURTSORT       | Michigan                             |
| STERBEDATUM      | 15. April 1986                       |
| STERBEORT        | San Francisco, Kalifornien, USA      |